# 이스라엘 우주국
이스라엘 우주국(Israeli Space Agency, ISA, 히브리어: סוכנות החלל הישראלית)는 이스라엘의 학술·상업 목적의 우주 개발 계획을 담당하는 관청이다. 1983년 설립되었다.

## 목적
2005년 7월 27일에 정의한 ISA의 목적은, 아래와 같이 기술되어 있다.
「우주 관측 및 탐사는, 지상의 생명을 지키기 위한 본질적인 수단이다. 그것은 기술 진보를 위한 지름길이며, 현대 사회에 존속하기 위한 열쇠이다. 지식에 입각한 경제를 발전시키기 위한 기초이며, 잘 교육된 과학적인 인재를 개발하는 중심적인 존재가 된다.」
그리고 ISA의 목적으로, 「이스라엘의 상대적 우위를 유지·확대해, 우주 관측·탐사 분야에서의 선진국 반열 내에서 지위를 차지하는 것」을 내걸고 있다.
이 구상을 실현하기 위한 주요한 목표는 아래와 같다.
- 우주 공간의 관측 및 우주로부터의 지구 관측에 필요한 인공위성 시스템을 제작하고 지원한다.
- 우주 연구에 필요한 기술·지식·과학적 기반(연구소나 인재를 포함한다)을 발전시킨다.
- 우주 연구와 우주 탐사에 있어서의 국제 협력을 추진해, 이스라엘의 국익을 확대한다.
- 이스라엘 사회와 우주 연구·우주 탐사의 관계를 강하게 한다.

ISA는 미국(미국 항공우주국), 프랑스(프랑스 국립 우주 연구 센터), 캐나다(캐나다 우주국), 인도(인도우주연구기구), 독일(독일 항공 우주 센터), 우크라이나(우크라이나 국립 우주 기관), 러시아(러시아 연방 우주국), 네덜란드(네덜란드 항공 우주 계획국), 브라질(브라질 우주국)과 협력 관계에 있다.

## 이스라엘의 우주 개발
1970 ~ 80년대, 이스라엘은 우주 과학의 연구 개발에 필요한 기반 정비를 진행시켰다. 1983년에 이스라엘 우주국이 설립되었다.
1984년, 국가 우주 과학 센터(National Space Knowledge Center)가 이스라엘 에어로스페이스 인더스트리 및 이스라엘 국방성과 공동으로 설립되었다. 이것은 기초 연구 외에도, 이스라엘 최초 관측 위성의 개발도 목표로 하고 있었다. 1988년에 이 연구는 결실을 맺어, 오페크 위성 시리즈가 처음으로 발사되었다. 이 발사에 의해 이스라엘은 세계에서 8번째로 자력으로 인공위성 발사 및 궤도 진입에 성공한 나라가 되었다.
발사장은 지중해에 접한 파르마틴 공군 기지에 설치되어 로켓은 지구의 자전과는 반대로 서쪽을 향해서 발사된다. 이것은 발사 실패 시에 자국은 물론, 적대 관계인 아랍 세계와의 문제를 피하기 위한 조치이다.

## 예산
ISA의 예산은 대략 1억 USD에 지나지 않는다. 다만 이스라엘은 그 밖에 국제 공동 계획인 비너스 계획에 700만 USD를 갹출하고 있고, 또 이스라엘군의 우주 계획에 매년 7000만 USD가 소비되고 있다. 또 상업 계획은 별도 기준의 예산으로 행해지고 있다.

## 계획

### 인공위성
- 오페크 - 정찰 위성 시리즈. 1호는 파르마틴 발사장으로부터 1988년 9월 19일에 발사되었다.
- Amos - 통신 위성 시리즈.
- Eros - 지구 관측 위성 시리즈.
- Techsat - 테크니온 공과 대학의 관측 위성.
- TechSAR - SAR를 탑재한 관측 위성.
- Sloshsat - 미중력에서의 유체역학을 연구하기 위한 마이크로 위성. RAFAEL, Fokker Space laboratories, NIVR 등과 협력하고 있다.

### 계획 중인 인공위성
- Venus - 지구 관측용 마이크로위성의 개발·조립·발사를 실시한다. 이스라엘 정부, IAI, Elbit Systems, RAFAEL, 프랑스 국립 우주 연구 센터(CNES)와의 공동 사업.
- TAUVEX - 자외선 영역의 천체 관측을 실시하는 우주 망원경의 제조·발사 계획. 이스라엘 정부, Elbit Systems, 인도우주연구기구(ISRO)와의 공동 사업.
- OPsat - 신세대 광학 관측 위성.
- INSAT-1/INSAT-2 - 이스라엘 나노샛 협회(INSA)가 개발한 나노 위성.

## 자국산 로켓
- 샤빗(Shavit)

이스라엘산 로켓 시리즈. 오페크 위성의 발사에 사용된다. "샤빗"은 히브리어로 "혜성"이라는 뜻을 가지고 있다.

## 이스라엘인 우주비행사
첫 이스라엘인 우주비행사는 이란 라몬이다. 그는 컬럼비아 우주왕복선에 STS-107 미션으로 페이로드 스페셜리스트로서 탑승했다. 그러나, 2003년 2월 1일, 대기권 재돌입 시의 사고로 사망했다.

## 같이 보기
- 이스라엘의 경제